# Casanova Lonati
Casanova Lonati – miejscowość i gmina we Włoszech, w regionie Lombardia, w prowincji Pawia.
Według danych na rok 2004 gminę zamieszkuje 427 osób, 106,8 os./km².